# Thomas Geyer (Fußballspieler)
Thomas Geyer (* 6. März 1991 in Ehingen (Donau)) ist ein deutscher Fußballspieler.

## Karriere
Geyer spielte ab 1995 für Bambini-Mannschaften der SG Dettingen. Im Februar 2000 wechselte er nach einem Probetraining zum SSV Ulm 1846. Zur Saison 2007/08 schloss Geyer sich der U17 des VfB Stuttgart an. Im August 2008 wurde er in die Fußball-Akademie des VfB aufgenommen. Im Herbst 2008 erlitt Geyer einen Kreuzbandriss, kurz nachdem er eine Einladung zu einem Lehrgang der deutschen U-18-Nationalmannschaft erhielt. Er gab im Juni 2009 sein Comeback in der A-Junioren-Bundesliga.
Noch als Jugendspieler gab Geyer am 30. April 2010, am 37. Spieltag der Saison 2009/10, für die zweite Mannschaft des VfB Stuttgart sein Profidebüt in der 3. Liga gegen die SpVgg Unterhaching. Im Sommer rückte er bei den Stuttgartern anschließend fest in den Kader der Reservemannschaft auf und konnte sich dort in der folgenden Zeit als Stammspieler durchsetzen. Bei der Profimannschaft saß er Ende 2010 bei jeweils einem Spiel in der Bundesliga gegen den FC St. Pauli und in der UEFA Europa League gegen den BSC Young Boys ohne Einsatz auf der Ersatzbank, dies blieben in der Folge jedoch seine einzigen Berufungen in die erste Mannschaft des VfB. Nach vier Spielzeiten mit der zweiten Mannschaft verließ er den Verein 2014 mit Erreichen der U23-Altersgrenze und wechselte zur Spielzeit 2014/15 innerhalb der Dritten Liga zum SV Wehen Wiesbaden, bei dem er sich in der Folge ebenfalls als Stammspieler durchsetzen konnte.
Nachdem sein Vertrag im Sommer 2016 nicht verlängert worden war, wechselte er zum Ligakonkurrenten VfR Aalen. Als Stammspieler in der Innenverteidigung wurde er dort in der Saison 2018/19 Vizekapitän hinter Daniel Bernhardt. Als die Aalener im Sommer 2019 in die Regionalliga Südwest abstiegen, verließ er den Verein.
Stattdessen schloss er sich dem künftigen Regionalliga-Konkurrenten SSV Ulm 1846 an, bei dem er bereits in der Jugend gespielt hatte. Mit den „Spatzen“ platzierte Geyer sich in der Regionalliga-Spielzeit 2020/21 zunächst im vorderen Mittelfeld, mit dem Gewinn der WFV-Pokale 2019/20 und 2020/21 gelangen jedoch parallel Titelgewinne. In der Folge trat er mit dem Klub auch im DFB-Pokal überregional in Erscheinung, im DFB-Pokal 2020/21 gelang dabei der Zweitrundeneinzug nach einem Erfolg über den Zweitligisten FC Erzgebirge Aue. Bei der 1:3-Niederlage gegen den Bundesligisten FC Schalke 04 lief er an der Seite von Johannes Reichert in der Innenverteidigung auf. Nach dem Trainerwechsel zu Thomas Wörle vor der Spielzeit 2021/22 etablierte sich der SSV Ulm 1846 im Aufstiegskampf, zog jedoch im Zweikampf mit der SV Elversberg um die Regionalligameisterschaft den Kürzeren. Im Sommer 2022 gehörte Geyer zu mehreren Leistungsträgern, mit denen der SSV Ulm 1846 die Verträge verlängerte, und unterschrieb ein neues, bis 2024 datiertes Arbeitspapier.
In der anschließenden Spielzeit gelang der mit dem Aufstieg in der 3. Liga verbundene erste Platz, beim 3:2-Erfolg über die zweite Mannschaft des VfB Stuttgart erzielte er mit dem Treffer zum Endstand sein erstes Pflichtspieltor für die Ulmer und war damit im Duell mit dem TSV Steinbach Haiger um den Aufstieg maßgeblich an der Verteidigung des Spitzenplatzes beteiligt. In der Drittliga-Spielzeit 2023/24 war Geyer zunächst weiter Stammspieler und vertrat zeitweise Reichert als Mannschaftskapitän, ehe der Routinier in der zweiten Saisonhälfte vom in der Winterpause neu verpflichteten Philipp Strompf aus der Startformation verdrängt wurde. Mit insgesamt 25 Saisoneinsätzen trug er zum Durchmarsch des Klubs in die 2. Bundesliga als Drittligameister vor Mitaufsteiger Preußen Münster bei. In der anschließenden Zweitliga-Saison 2024/25 fiel Geyer lange Zeit verletzt aus und bestritt nur noch acht Ligaspiele mit den Spatzen. Am Saisonende stieg die Mannschaft wieder in die dritte Liga ab, woraufhin Geyer den SSV Ulm 1846 nach sechs Jahren im Verein im Sommer 2025 verließ.
Im Anschluss kehrte Geyer zum VfR Aalen zurück, der inzwischen in der Oberliga Baden-Württemberg antrat und bei dem er parallel zu seiner Spielerrolle auch eine Position in der Geschäftsstelle des Vereins übernahm.

## Erfolge
- Meister der 3. Liga und Aufstieg in die 2. Bundesliga: 2024
- Meister der Regionalliga Südwest und Aufstieg in die 3. Liga: 2023
- WFV-Pokal-Sieger: 2020 und 2021